# Литвинов, Владимир Романович
Владимир Романович Литвинов (1908 — ?) — советский инженер-геолог, лауреат Ленинской премии.

## Биография
Родился в 1908 году на территории нынешнего Репкинского района Черниговской области.
В 1936 году окончил Московский институт нефти и газа имени Губкина. Работал в различных геологических организациях.
В 1941—1943 годах руководил поисками месторождений нефти на Северном Кавказе.
В 1947—1950 годах — руководитель экспедиции, открывшей крупнейшее Шебелинское газовое месторождение.
В 1950-е годы — главный геолог Миргородской конторы разведочного бурения, главный геолог треста «Харбурнефтегаз».
С 1959 года — главный геолог Черниговского треста разведки нефти и газа.
Член КПСС с 1956 года.

## Награды
- Ленинская премия (1959) — за открытие и разведку Шебелинского газового месторождения в УССР.